# رضا الهمداني النجفي
الشيخ رضا بن محمد هادي الهمداني النجفي (ت. 1322 هـ). هو رجل دين وفقيه ومرجع شيعي إيراني كان يستوطن العراق، وهو مشهور بتأليفه كتاب مصباح الفقيه حتى صار يُقال له صاحب المصباح. وكان من تلامذة محمد حسن الشيرازي، وقد تسنَّم المرجعية بعد وفاته إذ كتب حاشية على رسالته العملية الموسومة بنجاة العباد، ثم كتب رسالته العمليَّة التي أسماها ذخيرة الأحكام. ويقع كثيراً الاشتباه بينه وبين رضا بن محمد أمين الهمداني الذي يُقال له الكوثر الهمداني، وحفيده محمد رضا الهمداني الذي يُقال له الواعظ الهمداني، فقد وقع في الإشتباه مثلاً عمر كحالة إذ نسب كتاب مفتاح النبوة لرضا بن هادي الهمداني النجفي غير أنَّ هذا الكتاب للكوثر الهمداني، ونسب له كتاب هدية النملة غير أن هذا الكتاب للواعظ الهمداني.

## دراسته
لازم درس محمد حسن الشيرازي سنين طوالاً، وهو عمدة مشايخه، وقد صحبه إلى سامراء؛ إلَّا أن الهمداني رجع بعد ذلك إلى النجف واستقل بالتدريس، ومن مشايخه الآخرين: ومحمد تقي الشيرازي، وحسن بن خليل الطهراني النجفي.

## تلامذته
ذكر محسن الأمين أنَّهُ تتلمذ عليه قائلاً عنه شيخنا وأستاذنا الذي جل استفادتنا في الفقه كانت منه، بل وفي الأصول فضلاً عما استفدناه من أخلاقه وأطواره وسيرته العملية، وذكر أسماء بعض تلامذته، وهم:
| - علي وهو صهره وابن أخته. - أحمد بن صاحب الجواهر. - علي بن باقر بن صاحب الجواهر. - آغا بزرگ الطهراني. - علي القمي. - علي الحلي. | - أحمد آل كاشف الغطاء. - محمد حسين آل كاشف الغطاء. - محمد جواد البلاغي. - عبد الحسين بن محمد آل الشيخ أسد الله التستري الكاظمي. - حسين مغنية. - منير عسيران. |

## مؤلفاته
من مؤلفاته المذكورة في الكتب التي ذكرته وترجمت له:
| - مصباح الفقيه. مجلدات في شرح كتاب شرائع الإسلام، وقد حكى آغا بزرگ الطهراني أنه ”قد خرج منه إلى البياض من أول الطهارة إلى آخر الزكاة في مجلدات“. - التقريرات. تقرير لبحث أستاذه محمد حسن الشيرازي، ويقع في مجلد كبير، وهو حاوٍ للمباحث الحوزوية من أول البيع إلى آخر الخيارات. - ذخيرة الأحكام في مسائل الحلال والحرام. رسالته العملية المُوجَّهة لعمل مقلديه. - الوجيزة. رسالة في في فقه الطهارة والصلاة والصوم. | - الفوائد الرضوية على الفرائد المرتضوية. تعليقات على كتاب فرائد الأصول والذي يُسمَّى بين العوام الرسائل لمرتضى الأنصاري. - حاشية الرسائل. تعليقات على كتاب فرائد الأصول لمرتضى الأنصاري. - حاشية المكاسب. حاشية على كتاب المكاسب لمرتضى الأنصاري. - حاشية الرياض. - حاشية نجاة العباد. |

## وفاته
أصيب بالسل في أواخر عمره، وتوفي بسامرَّاء صبيحة يوم الأحد الموافق للثامن والعشرين من صفر 1322 هـ.

### كتب
- أعيان الشيعة. محسن الأمين، طبع بيروت - لبنان، تاريخ الطبع مفقود، منشورات دار التعارف.
- معجم المؤلفين. عمر كحالة، طبع بيروت - لبنان، تاريخ الطبع مفقود، منشورات إحياء التراث العربي.
- الذريعة إلى تصانيف الشيعة. آغا بزرگ الطهراني، طبع بيروت - لبنان، تاريخ الطبع مفقود، منشورات دار الأضواء.

### إشارات مرجعية
1. 1 2 3  
كحالة، عمر. معجم المؤلفين - ج9. ص. 317. مؤرشف من الأصل في 2020-01-09.
2. ↑  
الأمين، محسن. أعيان الشيعة - ج7. ص. 20. مؤرشف من الأصل في 2019-12-08.
3. 1 2  
الطهراني، آغا بزرگ. الذريعة إلى تصانيف الشيعة - ج10. ص. 12. مؤرشف من الأصل في 2020-01-09.
4. ↑  الطهراني، آغا بزرگ. الذريعة إلى تصانيف الشيعة - ج21. ص. 352. مؤرشف من الأصل في 2020-01-09.
5. ↑  الطهراني، آغا بزرگ. الذريعة إلى تصانيف الشيعة - ج25. ص. 215. مؤرشف من الأصل في 2020-01-09.
6. 1 2  
الأمين، محسن. أعيان الشيعة - ج7. ص. 22. مؤرشف من الأصل في 2020-01-09.
7. ↑  
الأمين، محسن. أعيان الشيعة - ج7. ص. 19. مؤرشف من الأصل في 2020-01-09.
8. ↑  
الأمين، محسن. أعيان الشيعة - ج7. ص. 23. مؤرشف من الأصل في 2020-01-09.
9. ↑  الطهراني، آغا بزرگ. الذريعة إلى تصانيف الشيعة - ج21. ص. 115. مؤرشف من الأصل في 2020-01-09.
10. ↑  الطهراني، آغا بزرگ. الذريعة إلى تصانيف الشيعة - ج4. ص. 376. مؤرشف من الأصل في 2020-01-09.
11. ↑  الطهراني، آغا بزرگ. الذريعة إلى تصانيف الشيعة - ج25. ص. 49. مؤرشف من الأصل في 2019-12-18.
12. ↑  الطهراني، آغا بزرگ. الذريعة إلى تصانيف الشيعة - ج16. ص. 341. مؤرشف من الأصل في 2019-12-16.
13. ↑  الطهراني، آغا بزرگ. الذريعة إلى تصانيف الشيعة - ج6. ص. 157. مؤرشف من الأصل في 2020-01-09.
14. ↑  الطهراني، آغا بزرگ. الذريعة إلى تصانيف الشيعة - ج6. ص. 219. مؤرشف من الأصل في 2020-01-09.